# Cuento tradicional
El cuento tradicional es una narración breve, de un autor anónimo, que refiere acontecimientos ficticios. Pero, además, por pertenecer a la tradición oral, el cuento tradicional perdura a través de variantes. Es decir, cada vez que se relata un cuento en forma oral o escrita, se produce una versión de él, diferente de otra anterior. En el cuento tradicional se encuentran objetos reales como fantásticos, por ejemplo (la lámpara mágica de Aladín, la varita de una bruja etc). En el cuento tradicional hay diferentes versiones, gracias a que se transmite oralmente y de boca en boca.
Las principales características del cuento tradicional son:
1. Se trasmiten de forma oral.
2. El autor llega a ser desconocido.
3. Los cuentos tradicionales tienen diferentes versiones.
4. Muestran varios aspectos de una cultura.

Podemos decir que los cuentos literarios tienen consigo muchos recursos y figuras literarias que buscan generar una mejor experiencia mientras los cuentos tradicionales son aquellos narrados de manera espontánea y directa.
La estudiosa Susana Chertudi llama variante a la "relación integrada por una secuencia de elementos comunes a una serie de versiones, las cuales se parecen más entre sí que a las de las otras series". Una variante puede ser entonces el cambio de un elemento (un animal, un personaje, un modelo dialógico, un paisaje, etc.) por otro, sin que se modifique el tema o el sentido del texto. Por ejemplo, si en una fábula el animal traidor es el escorpión, que, por su naturaleza, no puede dejar de comportarse cruelmente con la rana, (el animal traicionado), en otra versión, el que cumple la función de la naturaleza traidora puede ser la víbora, y el engañado el hombre; o también, se puede encontrar un refrán que sintetiza el mismo contenido, aunque los protagonistas sean otros.
En su origen, los cuentos eran relatos anónimos y populares que se explicaban en casa, junto al fuego… Cuentos para mayores o para pequeños. Eran historias orales que han llegado hasta nosotros de la mano de los compiladores que las reunieron en los libros, como el Panchatantra hindú (s. VI d. C.) o Las mil y una noches, libro árabe que reúne relatos como Aladino, Alí Babá o Simbad.
En Europa, se extendió la práctica de recopilar los cuentos populares. En España, Don Juan Manuel lo hizo en El Conde Lucanor; en Italia, Boccaccio en El Decamerón; en Inglaterra, Chaucer en Los cuentos de Canterbury. Todos en el siglo XIV.
Con el paso de los siglos, esta costumbre siguió viva. En el siglo XIX, algunos escritores, como los hermanos Grimm reunieron los cuentos en varios volúmenes.
Vladimir Propp fue un erudito ruso que dedicó una parte de sus estudios al análisis de los cuentos tradicionales. Leyó y comparó muchos de ellos y el resultado fue un libro, Morfología del cuento, en el que explicó las características comunes a todos ellos.
- Las ayudas: el personaje principal recibe la ayuda real o mágica de otros personajes. Con ellas consigue superar las pruebas.
- El desenlace: el protagonista logra su objetivo. El final siempre es cerrado y feliz. Normalmente se produce un cambio de «status», es decir, de categoría social (el mendigo se convierte en rico, la criada en señora)